# Wilhelm IV (wielki książę Luksemburga)
Wilhelm IV (ur. 22 kwietnia 1852, zm. 25 lutego 1912) – wielki książę Luksemburga z niemieckiej dynastii Nassau. Jego rodzicami byli wielki książę Adolf i Adelajda Maria Anhalt-Dessau.
Wilhelm IV sam był protestantem, tak jak dynastia z której się wywodził – Nassau-Weilburg. Poślubił Marię Annę Portugalską, bo uważał, że katolicki kraj powinien mieć katolickiego monarchę. Rzeczywiście, potomkowie Wilhelma IV, wszyscy następni wielcy książęta, byli katolikami. Po śmierci wuja Wilhelma – księcia Mikołaja-Wilhelma w 1905 jedynym innym legitymistycznym męskim potomkiem dynastii Nassau-Weilburg był kuzyn Wilhelma – Jerzy-Mikołaj, hrabia Merenberg, który jednak był dzieckiem pochodzącym z małżeństwa morganatycznego stryja Wilhelma IV, Mikołaja Wilhelma,  z Natalią Puszkin, córką rosyjskiego  poety. W 1907 Wilhelm ogłosił zatem hrabiów Merenberg linią niedynastyczną, która nie może odziedziczyć książęcego tronu Luksemburga. Następczynią tronu została najstarsza córka Wilhelma – Maria Adelajda (1894–1924), a w przyszłości została ona pierwszą kobietą rządzącą Luksemburgiem (abdykowała w 1919). Jej następczynią została jej młodsza siostra – Szarlotta (1896–1985). Potomkowie Szarlotty rządzą w Luksemburgu do dziś.
W 1906 Wilhelm rozkazał zburzyć stary Zamek Berg – rezydencję rodziny wielkoksiążęcej, a w jego miejscu wybudować nowy, zaprojektowany przez monachijskiego architekta Maxa Ostenriedera i miejscowego architekta Pierre’a Funck-Eydta.

## Małżeństwo i potomstwo
21 czerwca 1893 poślubił Marię Annę Portugalską, córkę Michała I – króla-uzurpatora Portugalii, i Adelajdy Löwenstein-Wertheim-Rosenberg. Para miała 6 córek, ale żadnego syna:
1. Marię Adelajdę (1894–1924), zmarłą bezdzietnie,
2. Szarlottę (1896–1985), żonę swojego brata ciotecznego księcia Feliksa Burbon-Parmeńskiego (syna młodszej siostry Marii Anny),
3. Hildę (1897–1979), żonę Adolfa, księcia Schwarzenbergu,
4. Antoninę (1899–1954), drugą żonę kronprinca Bawarii Rupprechta Bawarskiego,
5. Elżbietę (1901–1950), żonę księcia Ludwika Filipa von Thurn und Taxis,
6. Zofię (1902–1941), żonę księcia Ernesta Saskiego, młodszego syna króla Fryderyka Augusta III.